# MW Андромеды
MW Андромеды (лат. MW Andromedae) — двойная затменная переменная звезда типа W Большой Медведицы (EW) в созвездии Андромеды на расстоянии (вычисленном из значения параллакса) приблизительно 1735 световых лет (около 532 парсеков) от Солнца. Видимая звёздная величина звезды — от +15,8m до +15m. Орбитальный период — около 0,2638 суток (6,33 часов).

## Характеристики
Первый компонент — оранжевый карлик спектрального класса K3. Радиус — около 1,06 солнечного, светимость — около 0,562 солнечной. Эффективная температура — около 4859 K.
Второй компонент — оранжевый карлик спектрального класса K.